# リターナブル瓶
リターナブル瓶（リターナブルびん、英:Returnable bottle）は、繰り返し使用（リユース）できる瓶の総称。一方、繰り返し使用できない瓶のことをワンウェイ瓶という。日本語に訳す場合は回収再使用瓶とされる。
日本における主なリターナブル瓶は、一升瓶やビール瓶、牛乳瓶などである。繰り返し利用することで容器の製造にかかる環境負荷を低減できる。これらの瓶は酒屋や牛乳配達などの販売店経由で回収されたり、資源ごみとして分別収集された後、選別・殺菌洗浄し、再度中身を入れて商品ルートに乗せられる。
近年は、缶やペットボトル、紙パックなどの扱いやすく軽量である容器に押され、使用量は減少している。たとえば、ビールはかつての宅配の瓶よりも小口売りの缶の方が主流になっている。しかし、循環型社会に対する意識の向上とともにその価値が見直されつつある。
日本コカ・コーラでは、同社製品（コカコーラ、ファンタ他）のガラス製リターナブル飲料については、購入時に預かり保証金（10円/本）を含めた額を徴収し、店舗回収時にその保証金を返金するシステムがあった